# 352760 Tesorero
352760 Tesorero è un asteroide della fascia principale. Scoperto nel 2008, presenta un'orbita caratterizzata da un semiasse maggiore pari a 2,3952110 UA e da un'eccentricità di 0,1793499, inclinata di 2,56865° rispetto all'eclittica.